# Thérèse de Couagne
Thérèse de Couagne, född 1697, död 1764, var en kanadensisk företagare. Hon ärvde en gruva efter sin make 1733, och blev också en betydande penningutlånare i Montreal, då hon fungerade som bankir och finansiär för många samtida kanadensare i näringslivet. 